# Rorippa gigantea
Rorippa gigantea là một loài thực vật có hoa trong họ Cải. Loài này được Garnock-Jones miêu tả khoa học đầu tiên.